# Al-Chouf-Zedern-Naturreservat

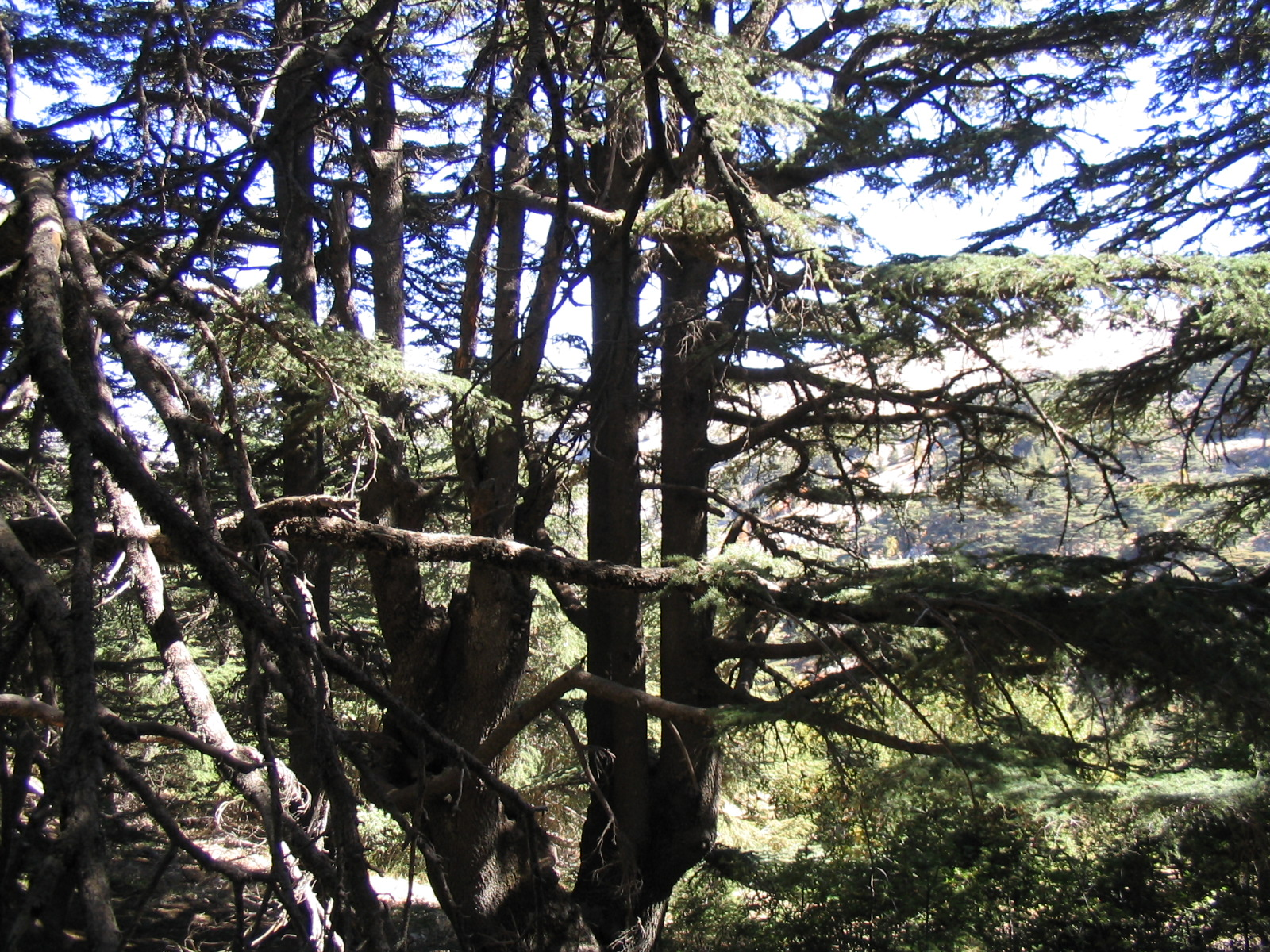
Im Wald des Barouk.

Das al-Chouf-Zedern-Naturreservat (arabisch محمية أرز الشوف الطبيعية, DMG Maḥmīyat Arz aš-Šūf aṭ-ṭabīʿiyya) ist ein Naturreservat im Distrikt Chouf des Libanon. Es liegt an den Hängen des Berges Barouk (arabisch الباروك, DMG al-Bārūk) und umfasst ein Gebiet von 550 km², beinahe 5,3 % des Territoriums des Libanon. Der Park wird unter anderen von der Deutschen Gesellschaft für Internationale Zusammenarbeit (giz) und der Swiss Agency for Development and Cooperation unterstützt und 2005 in die Liste der Biosphärenreservate aufgenommen.
Das Reservat schützt die alten Haine von Libanon-Zedern in Barouk, Maaser el Shouf (arabisch معاصر الشوف, DMG Maʿāṣir aš-Šūf), Ain Zhalta (arabisch عين زحلتا, DMG ʿAin Zaḥaltā) und Bmohray (arabisch بمحراي). Es ist ein Important Bird Area (IBA). Im Reservat soll Ökotourismus gefördert werden. 32 Arten von Säugetieren, 200 Vogelarten und über 500 Pflanzenarten wurden beobachtet. Gründer des Reservats ist Walid Dschumblat.

## Übersicht

### Geologische Strukturen
Das Barouk-Gebirge besteht aus Ablagerungen des Pliozän, die durch enorme plattentektonische Prozesse aufgefaltet wurden. Der Libanon besteht aus zwei parallelen Gebirgszügen: Anti-Libanon im Osten, und der eigentliche Libanon im Westen, näher an der Küste des Levantischen Meeres. Die beiden Gebirgszüge werden von der Bekaa-Ebene getrennt, ein Tal, welches durch geologisch junge Ablagerungen verfüllt wurde. Wichtigste Gesteinsart sind Kalksteine. Der komplette Barouk ist verkarstet mit häufigen Dolinen und Höhlen. Eine bekannte Höhle liegt in der Nähe des Dorfes Niha. Diese Höhle ist auf ca. 700 m zugänglich.
Das Gebirge steigt bis auf eine Höhe von 1980 m über dem Meer an (bei Dahr El Baidar). Die Berghänge werden auf der Ostseite des Gebirges zunehmend flacher, während sie auf der Westseite beständig an Steilheit zunehmen. Der Gebirgskamm verschmälert sich, je weiter man nach Süden kommt.
Bodenbeschaffenheit
Die Böden gehören zu den Mediterranen Rot- und Braunerden, die sich auf harten Kalkuntergründen herausbilden. Die Gesteine gehören zu den
Jura-Formationen des Bathonium, Callovium, Oxfordium bis hin zum Kimmeridgium.
Der Gesteinsanteil liegt bei 80–90 %. Die Böden befinden sich in einem Gleichgewicht, da sie sehr durchlässig sind, viele kalkhaltige Elemente enthalten und eine gesunde Vegetationsdecke aufweisen. Daher sind sie kaum erosionsgefährdet.

### Hydrologie
Durch aufsteigende Winde vom Meer und Steigungsregen kommt es auf der Westseite des Gebirges zu relativ viel Niederschlag. Schneefall ereignet sich meist nur in den höheren Gebirgslagen und verschwindet meistens schon nach wenigen Tagen wieder, spätestens bis zum Ende der Regenzeit.
Aufgrund der Karststruktur des Gebirges dringt der größte Teil des Wassers schnell in den Untergrund ein, obwohl die Böden relativ flach sind und nicht viel Wasser aufnehmen können.
Grundwasser speist die zahlreichen ergiebigen Quellen an den unteren Hängen das Gebirges. Die meisten davon führen auch in der trockenen Jahreszeit von April bis November Wasser und speisen die großen Flüsse der Region:
- Nahr El Awali bzw. Nahr El Aouali (arabisch نهر الأولي, DMG Nahr al-ʾAwalī (Nahr El Barouk))
- Nahr ad-Damur (Nahr as-Safa)

Die Flüsse sind die Hauptquellen für landwirtschaftliche Bewässerung und bilden die Wasserversorgung für mehrere Dörfer des Chouf und einige der Dörfer in der westlichen Bekaa-Ebene. Sie bewässern auch den Aammiq-Sumpf arabisch آمق in der Bekaa-Ebene.

### Klima
Die jährliche Niederschlagsmenge liegt bei 1200 mm, die mittlere Jahrestemperatur bei  11,3 °C. Die mittlere Tagestemperatur liegt bei 23,4 °C im August, während im Januar Werte von –0,6 °C verzeichnet werden. Die absolute Temperaturskala liegt zwischen –10,8 °C im Januar und 32,3 °C im August. Die mittlere relative Luftfeuchte liegt bei 65 %, wobei anzumerken ist, dass die Osthänge trockener sind. Es gibt 50 bis 55 Tage Schneefall jährlich laut den Angaben des Ministeriums für Arbeit und Transport.

## Flora & Fauna

### Flora
Die Flora des Gebietes wurde teilweise in der Flora of Lebanon von Paul Mouterde SJ 1966, 1970 und 1983 beschrieben. In neuerer Zeit hatte das Umweltministerium (Protected Areas Project) Georges Tohmé 1999 vom National Council for Scientific Research (NCSR) mit Untersuchungen beauftragt. 2002 wurden einige Ergebnisse davon veröffentlicht. Man hat 500 verschiedene Pflanzenarten aus 61 Familien gezählt. Davon sind 25 Arten international und national gefährdet, 48 endemisch im Libanon oder in Libanon und Syrien oder Libanon und Türkei. 214 Arten gehören zum Ost-Mediterranen Naturraum, beziehungsweise zum Naturraum Mittlerer Osten.

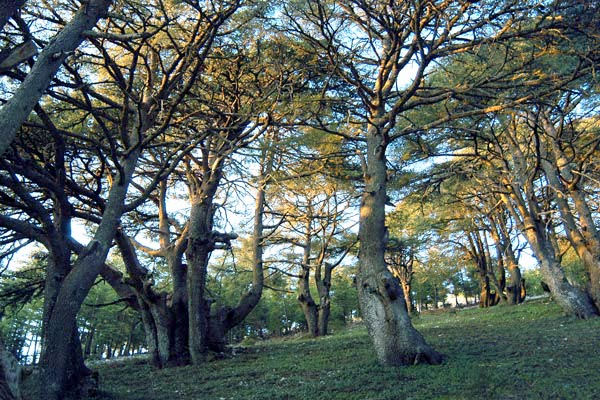
Zedernhain im Reservat

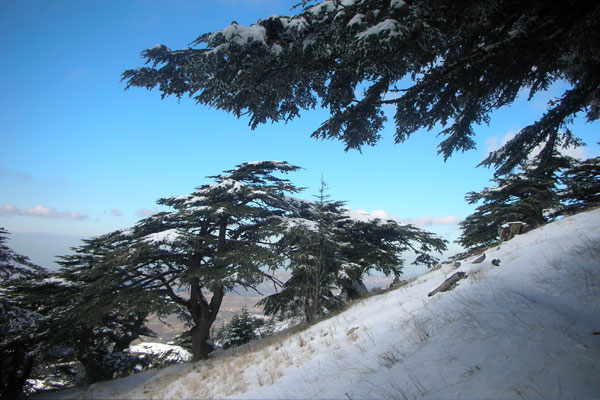
Zedern im Winter

24 Baumarten wurden gezählt und der offizielle Auftrag des Reservats besteht darin, die letzten natürlichen Vorkommen der Libanon-Zeder zu schützen und zur Wiederaufforstung beizutragen. Neben der Libanon-Zeder sind folgende Arten bestandsbildend: Zypern-Eiche (Quercus infectoria), Brants Eiche (Quercus brantii, Synonym: Quercus oophora), Kermes-Eiche (Quercus calliprinos), Kalabrische Kiefer (Pinus brutia), Aleppo-Kiefer (Pinus halepensis), Pinie (Pinus pinea), Griechischer Wacholder (Juniperus excelca), Syrischer Wacholder (Arceuthos drupacea).

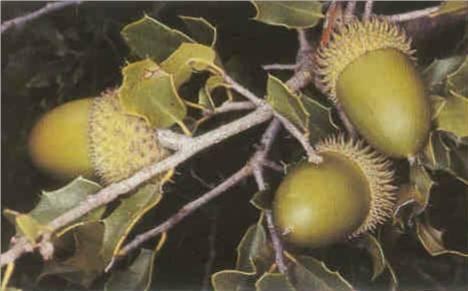
Kermes-Eiche
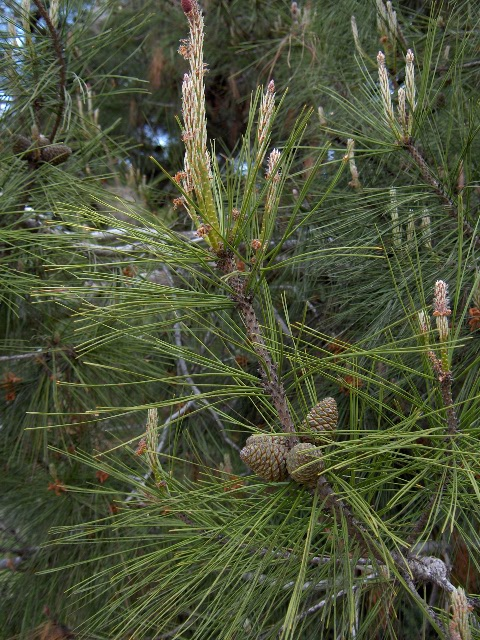
Kalabrische Kiefer
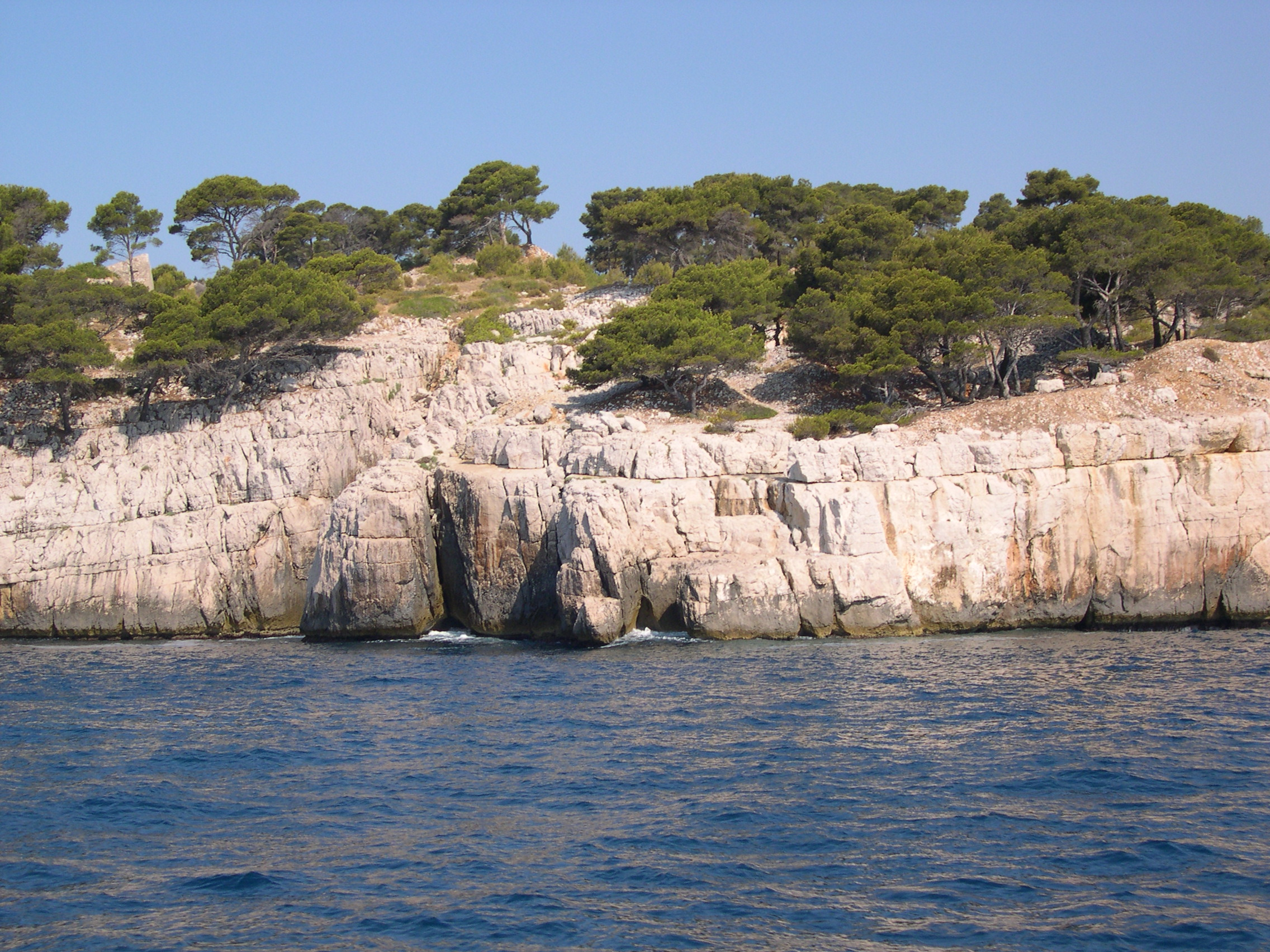
Aleppo-Kiefer
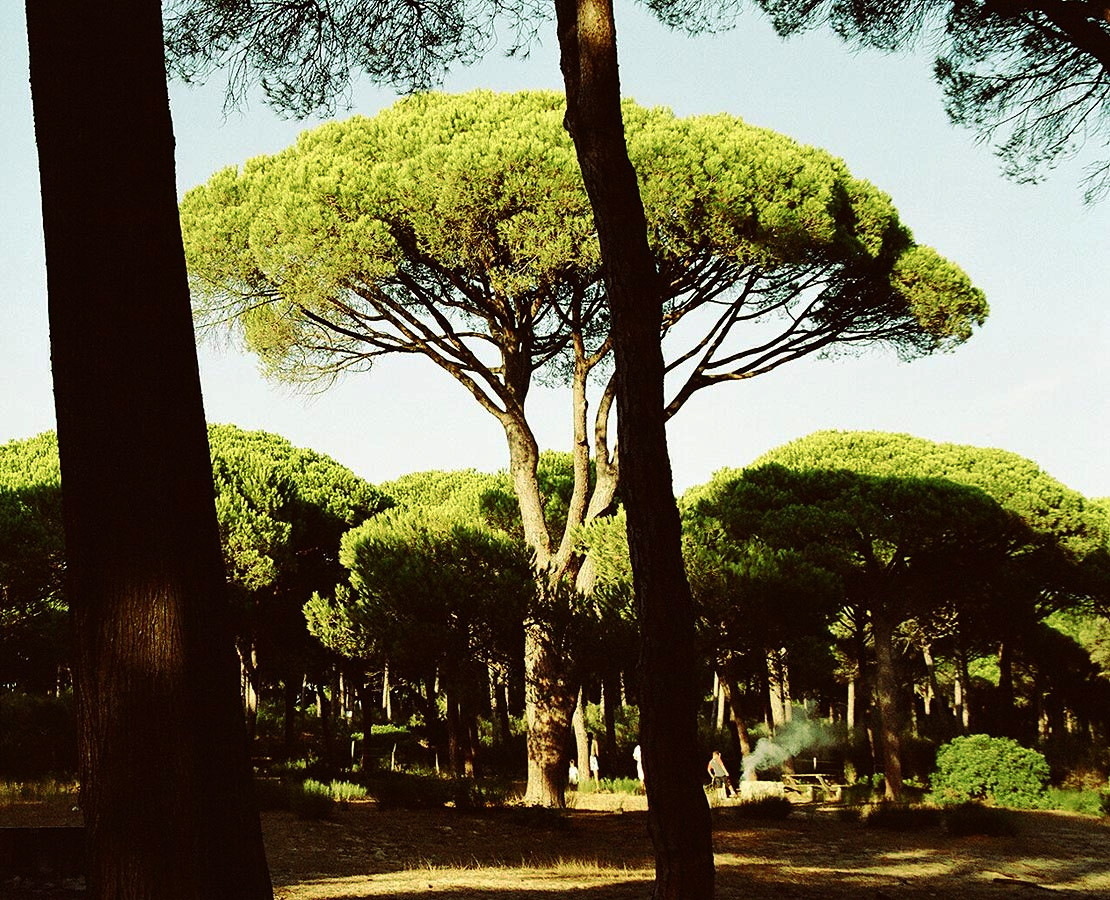
Pinie bzw. Italienische Steinkiefer

### Fauna
- Säugetiere: Bis in die 1970er Jahre gab es nur wenige Studien zu den vorkommenden Arten und Unterarten der Säugetierfauna. Zwischen 1980 und 1985 erstellen Georges Tohmé und Henriette Tohmé 33 % der bekannten Literatur. Der einzige bekannte Überblick für das Gebiet des Reservats wurde von H. Tohmé 1999 im Rahmen des Projekts des NCSR erstellt. Darin wurden 32 Säugetierarten aufgelistet: Wildschwein, Wolf, Steinmarder, Edmigazelle (Gazella gazella), Goldschakal (Canis aureus), Rotfuchs, Europäischer Dachs, Kaphase (Lepus capensis), Kaukasisches Eichhörnchen (Sciurus anomalus), Levantinischer Maulwurf (Nannospalax ehrenbergi), Indisches Weißschwanz-Stachelschwein (Hystrix indica), Streifenhyäne (Hyaena hyaena), Wildkatze, Klippschliefer (Procavia capensis). Es wurde ein Projekt gestartet, den Syrischen Steinbock (Capra nubiana) aus Jordanien wieder anzusiedeln. Darüber hinaus nimmt man an, dass Reh, Persischer Damhirsch (Dama dama mesopotamica), Anatolischer Leopard (Panthera pardus tulliana), Wildziege (Capra aegagrus) und Syrischer Braunbär (Ursus arctos syriacus) bis ins 20. Jahrhundert hinein anzutreffen waren.

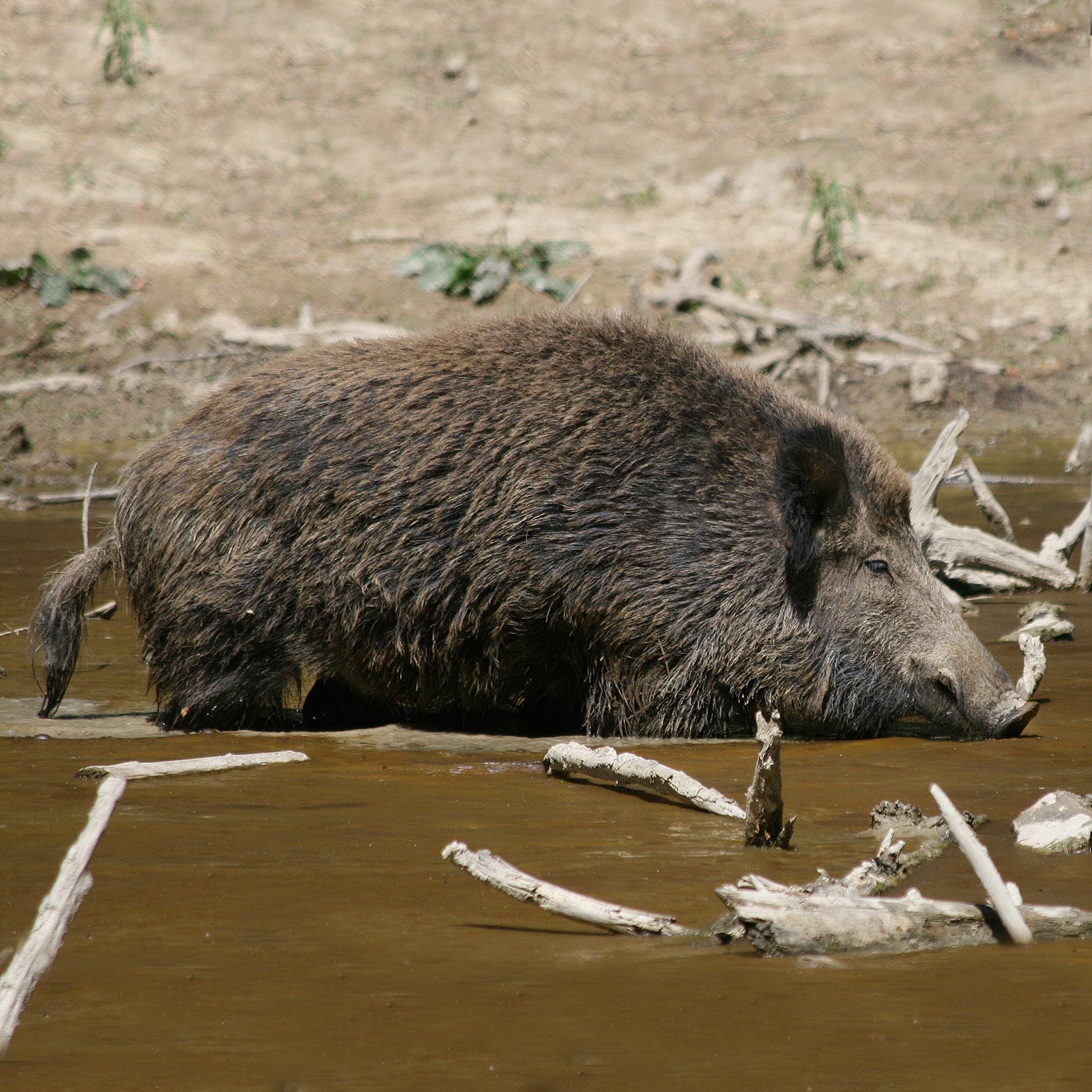
Wildschwein
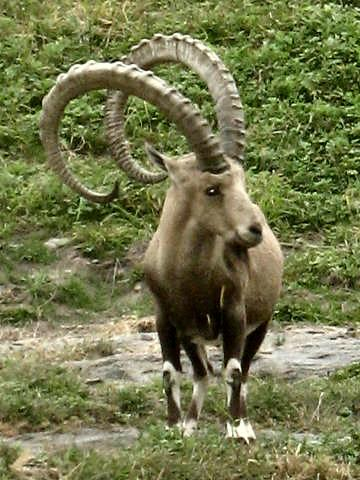
Syrischer Steinbock
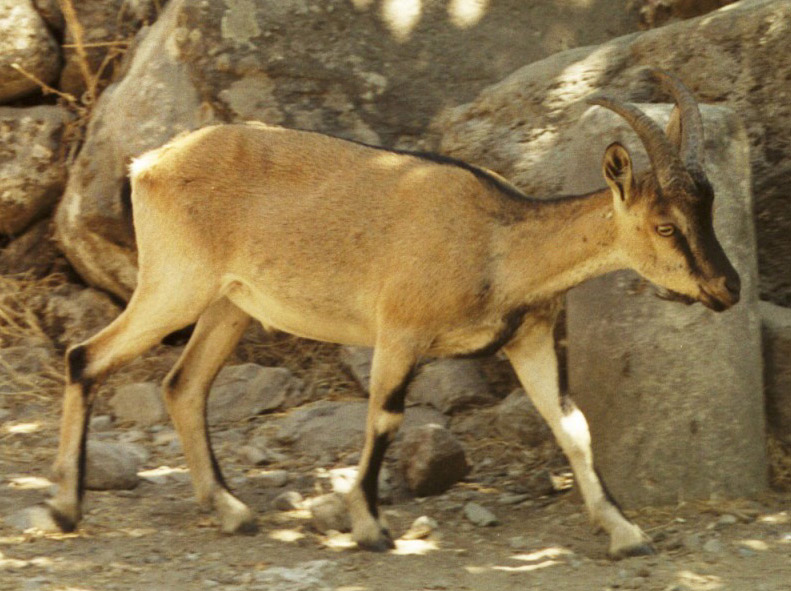
Wildziege
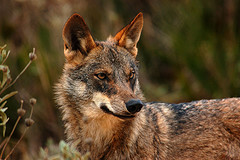
Wolf
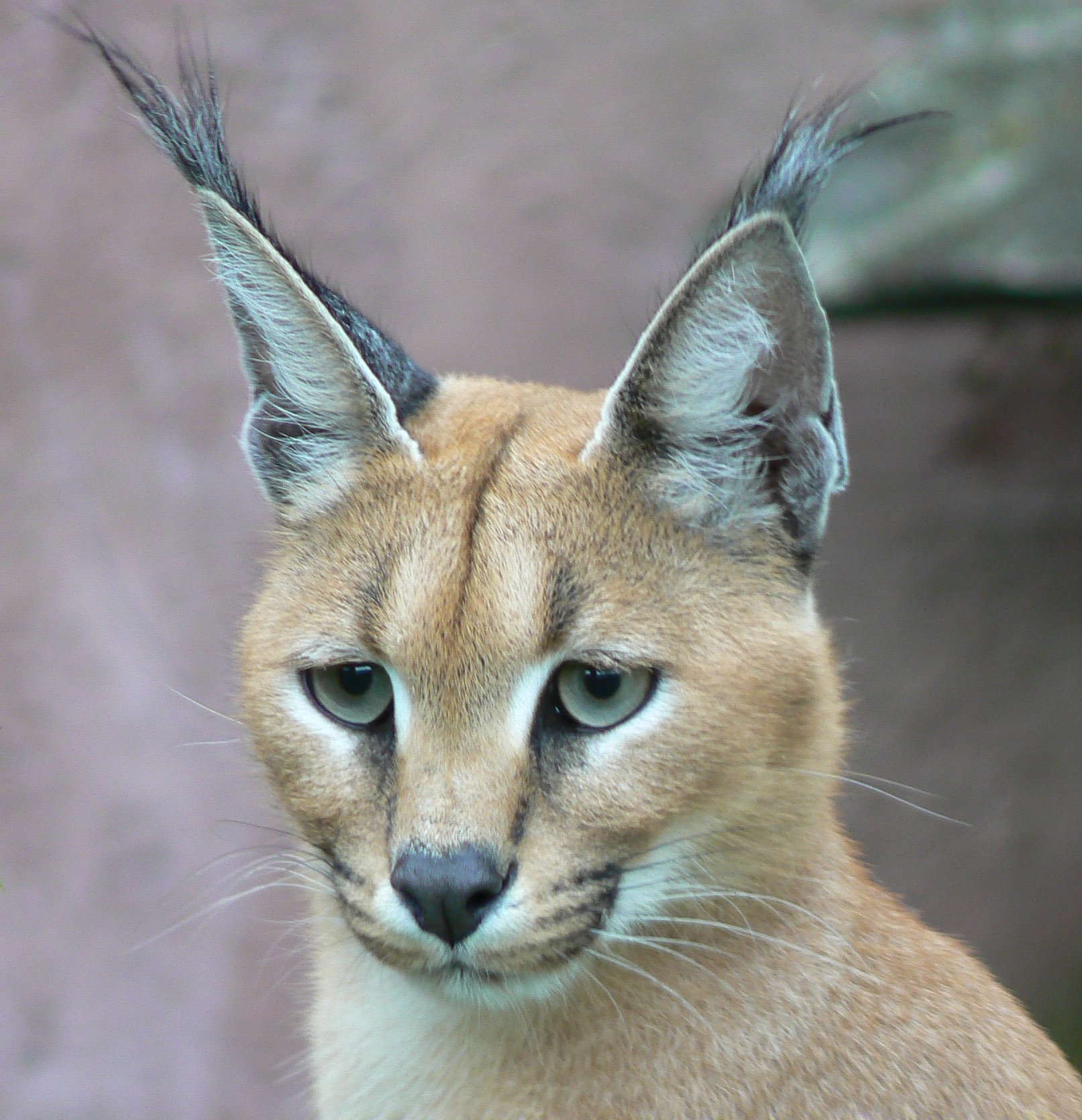
Karakal
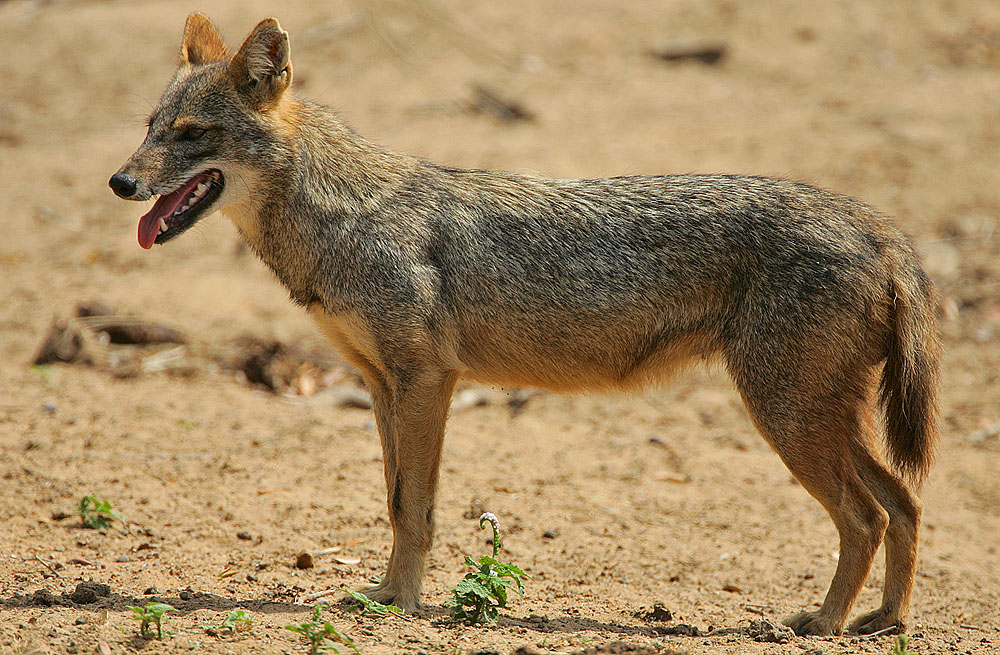
Goldschakal
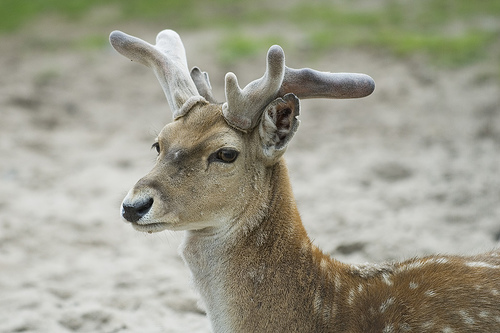
Persischer Damhirsch

- Vögel: Etwa 200 Vogelarten wurden beobachtet, von denen 19 im Libanon selten sind. Viele der Vogelarten sind jedoch Zugvögel, die nur saisonal durch das Gebiet streifen. Die Vogelwelt setzt sich zusammen aus Arten, die in Europa, Afrika und Asien vorkommen: Chukarhuhn (Alectoris chukar), Eichelhäher (Garrulus glandarius), Amsel (Turdus merula), Kolkrabe (Corvus corax), Turmfalke (Falco tinnunculus), Ohrenlerche (Eremophila alpestris), Gartenrotschwanz (Phoenicurus phoenicurus), Buchfink, (Fringilla coelebs), Turteltaube (Streptopelia turtur), Steinsperling (Petronia petronia), Stieglitz (Carduelis carduelis).

Zwei Vogelarten wurden zu Jagdzwecken eingeführt: Steinhuhn (Alectoris graeca) und Fasan (Phasianus colchicus). Die wichtigsten Groß-Greifvögel sind: Gänsegeier (Gyps fulvus) und Steinadler (Aquila chrysaetos).

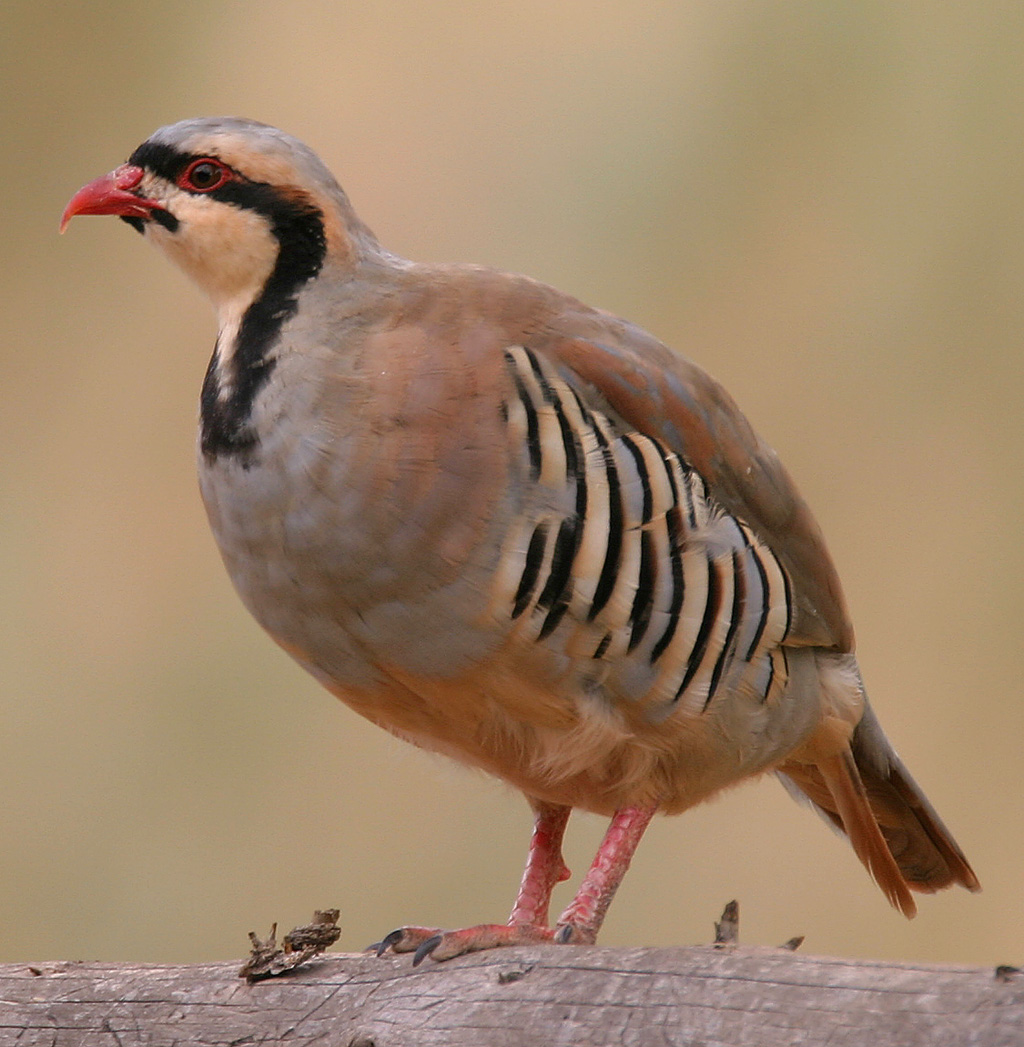
Chukarhuhn
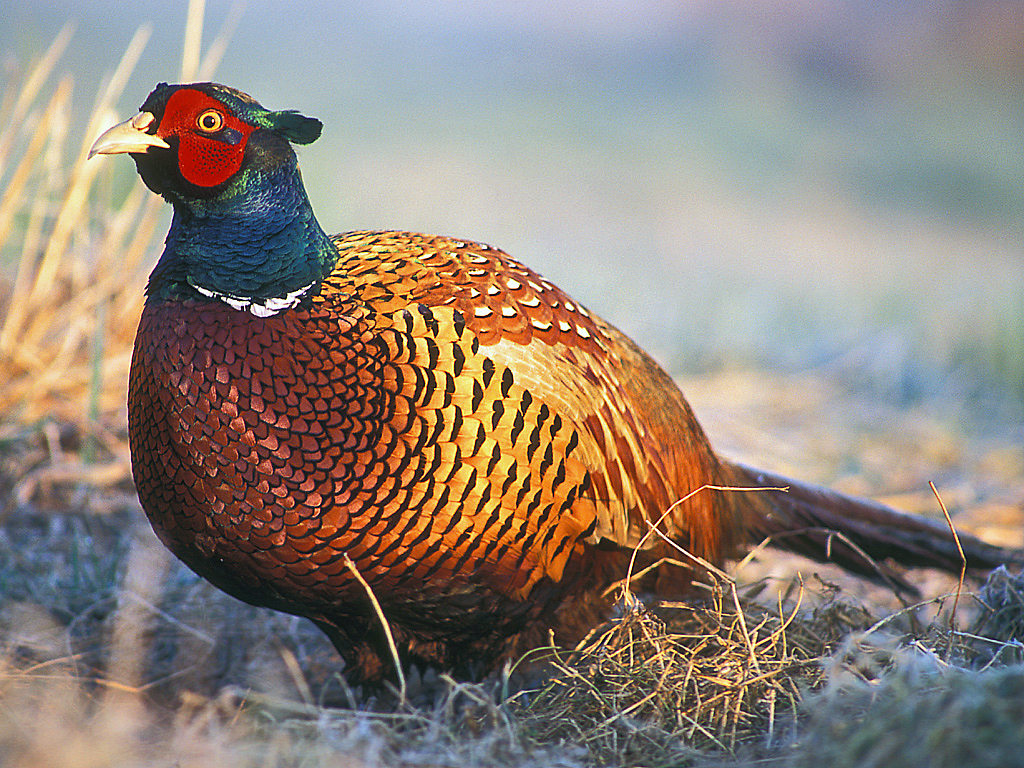
Fasan
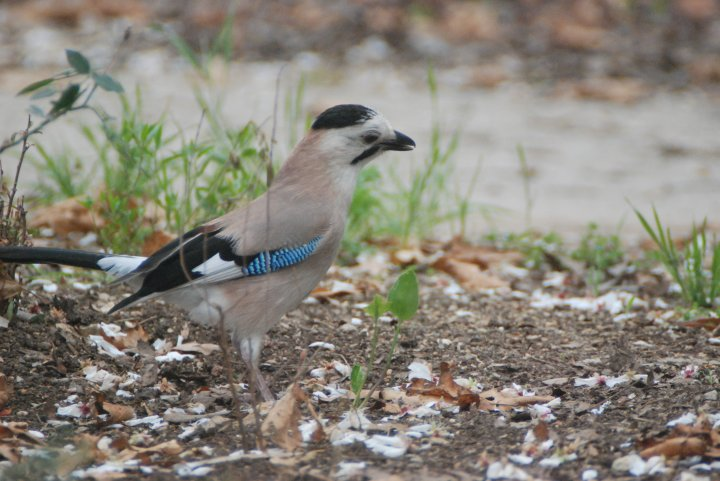
Die Unterart des Eichelhähers Garrulus glandarius atricapillus in Israel
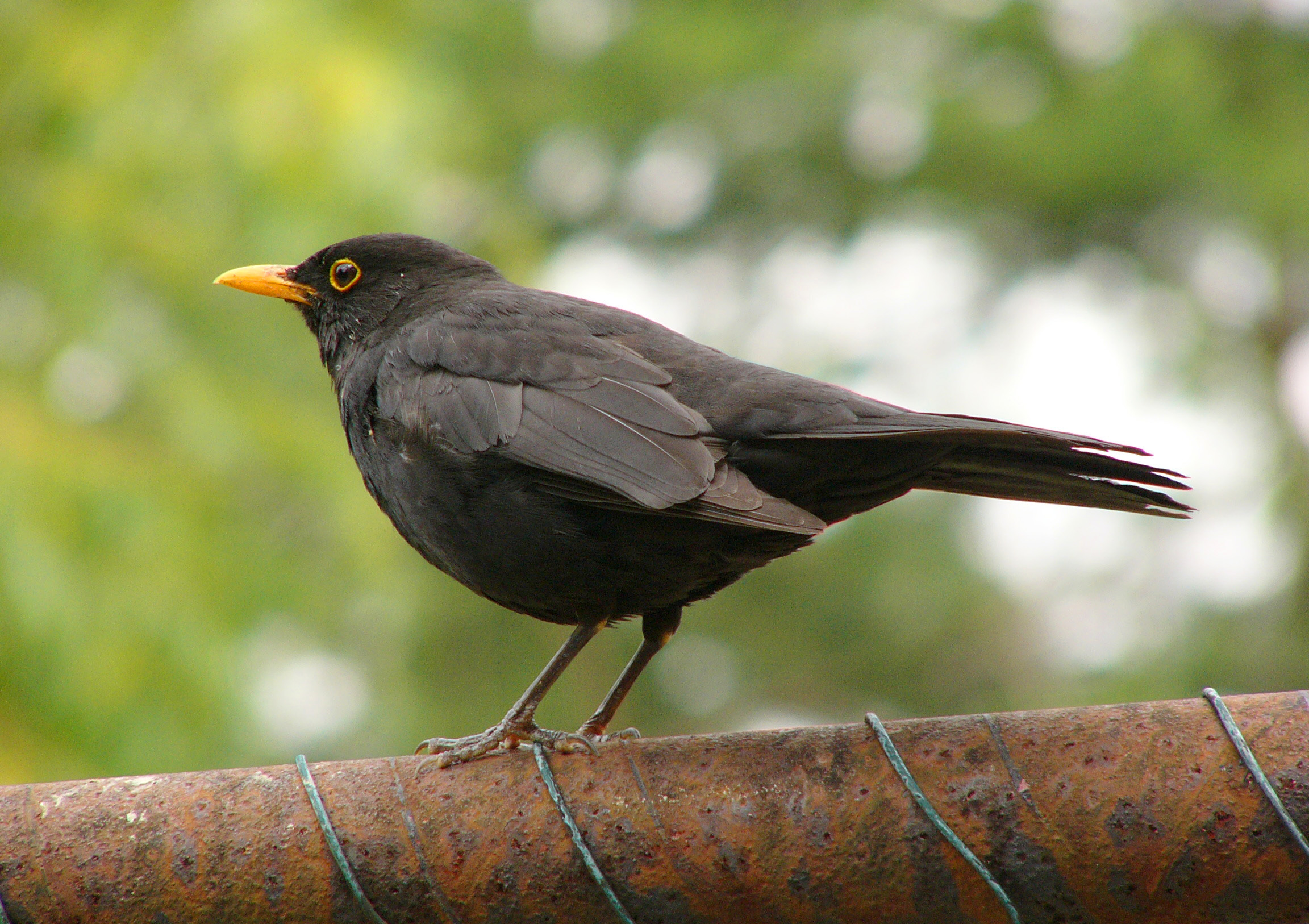
Amselhahn
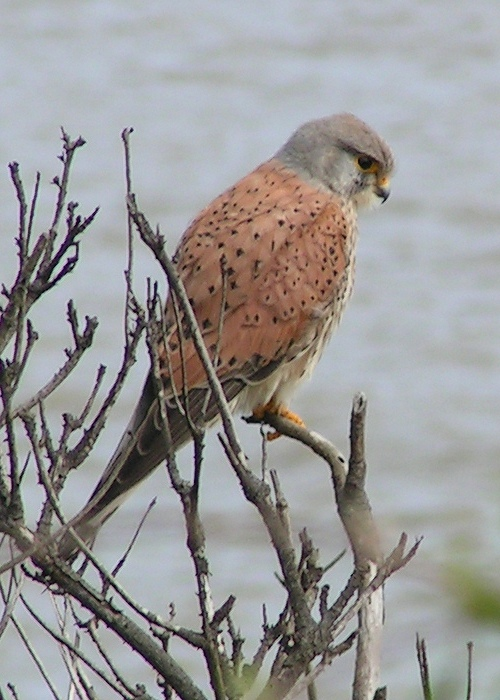
Turmfalke
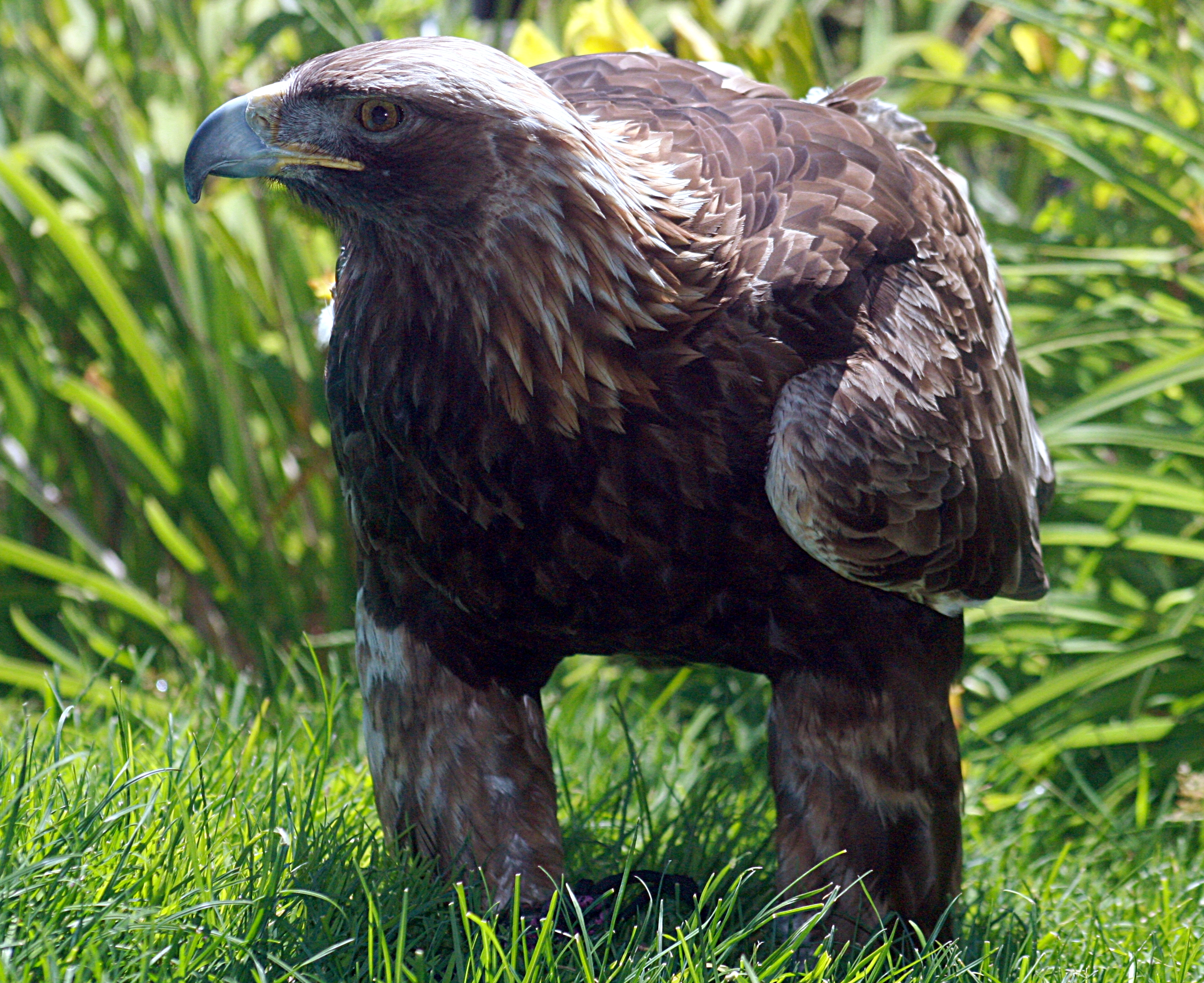
Steinadler
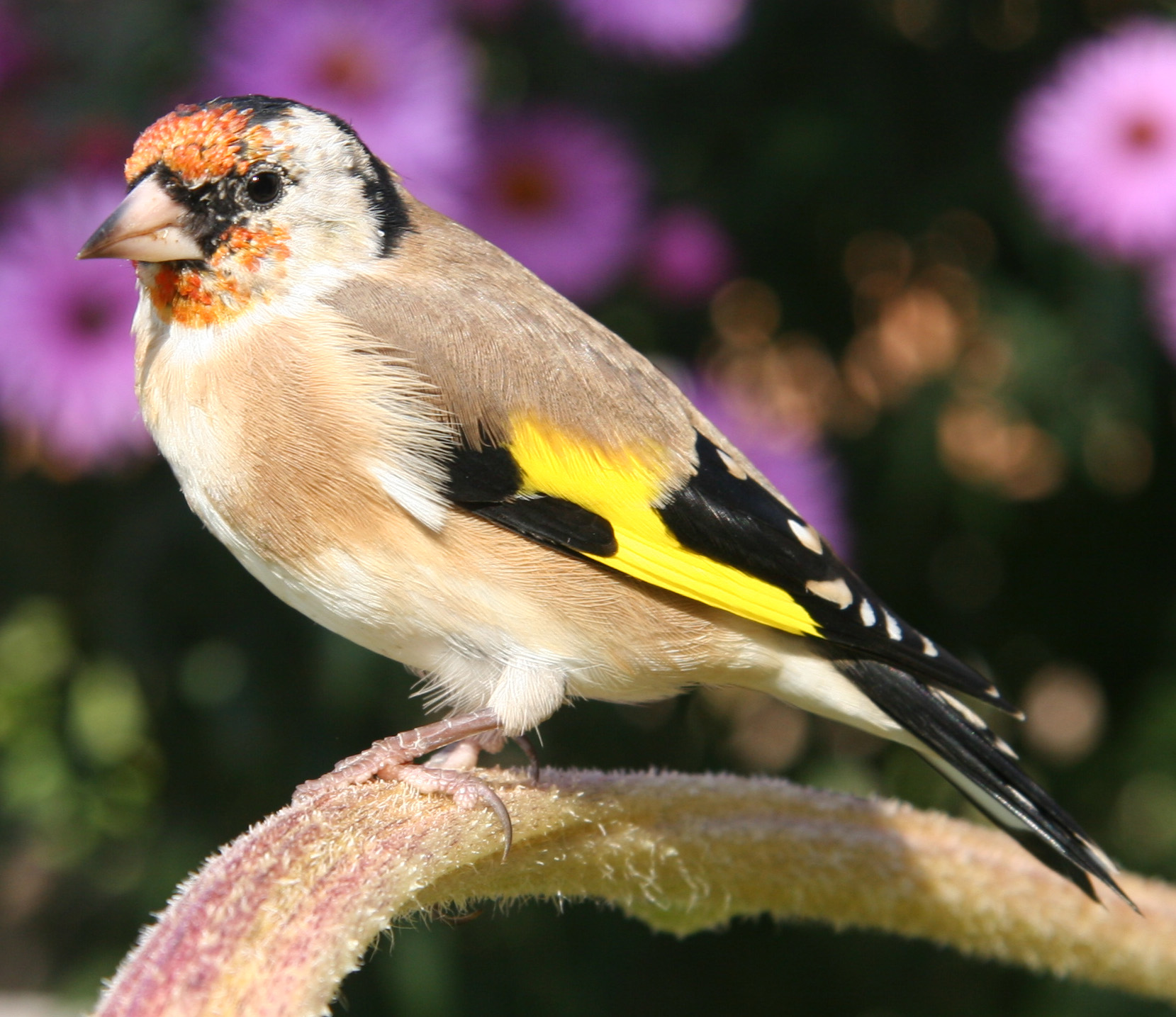
Distelfink
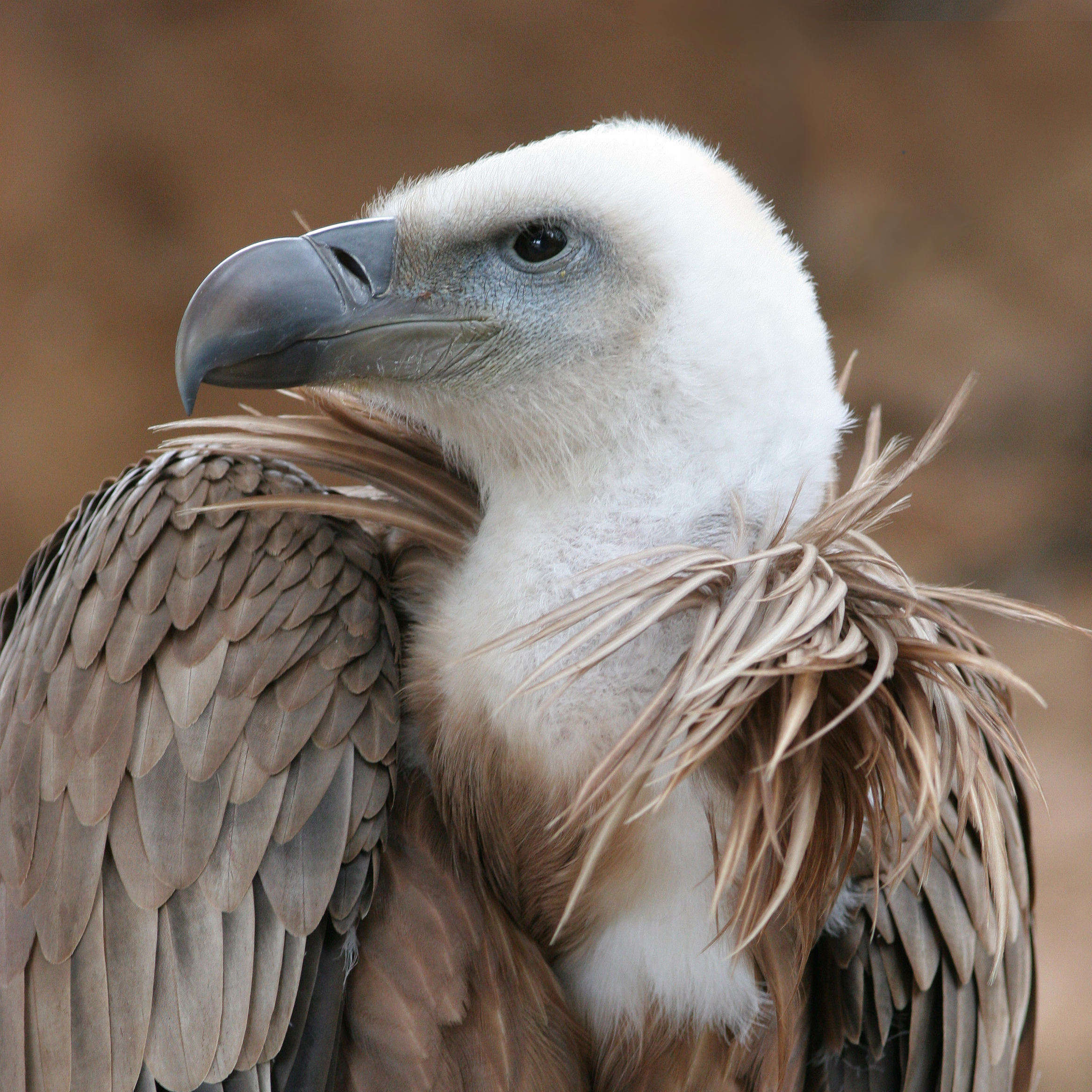
Geier-Porträt

- Reptilien und Amphibien: Das Reservat bietet Lebensräume für eine große Vielfalt an Reptilien. 26 Arten wurden gezählt, zwei davon sind endemisch im Libanon. 4 Amphibienarten wurden dokumentiert. Unter anderem leben dort: Palästinaviper (Vipera palaestinae), Maurische Landschildkröte (Testudo graeca), Chameleon, Johannisechse (Ablepharus kitaibelii), Erdkröte, Wechselkröte (Bufo viridis), Kleinasiatischer Feuersalamander (Salamandra infraimmaculata), Mittelöstlicher Laubfrosch (Hyla savignyi).

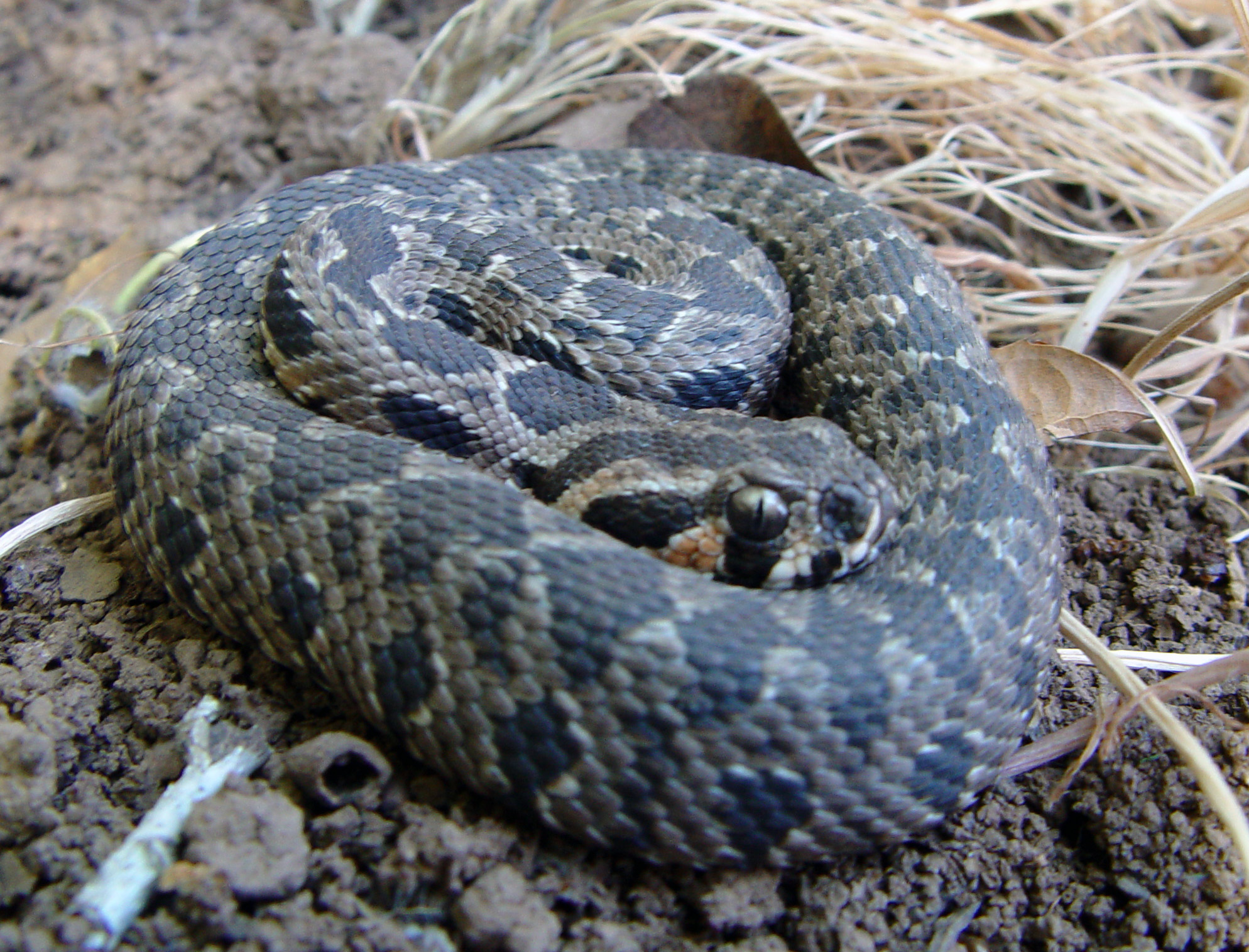
Palestinaviper
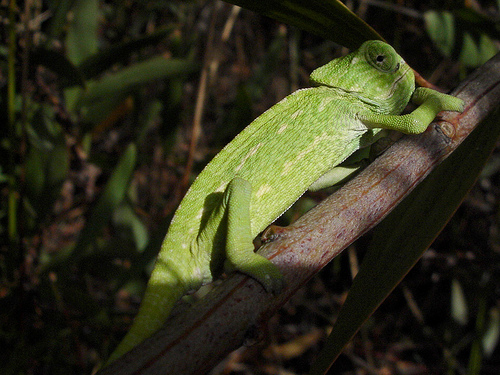
Chameleon
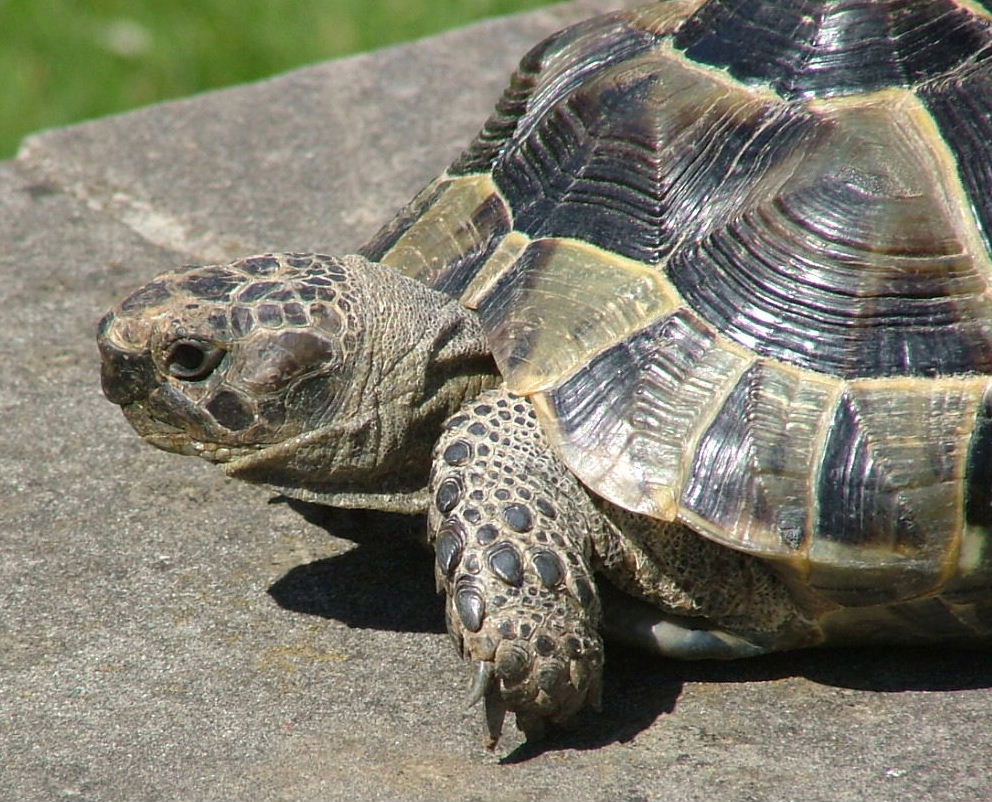
Landschildkröte
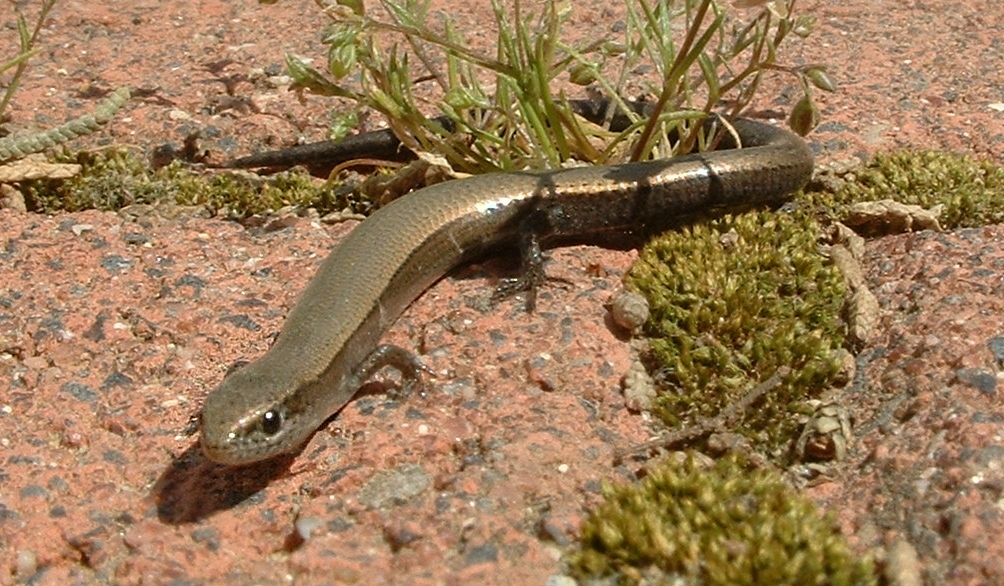
Johannisechse
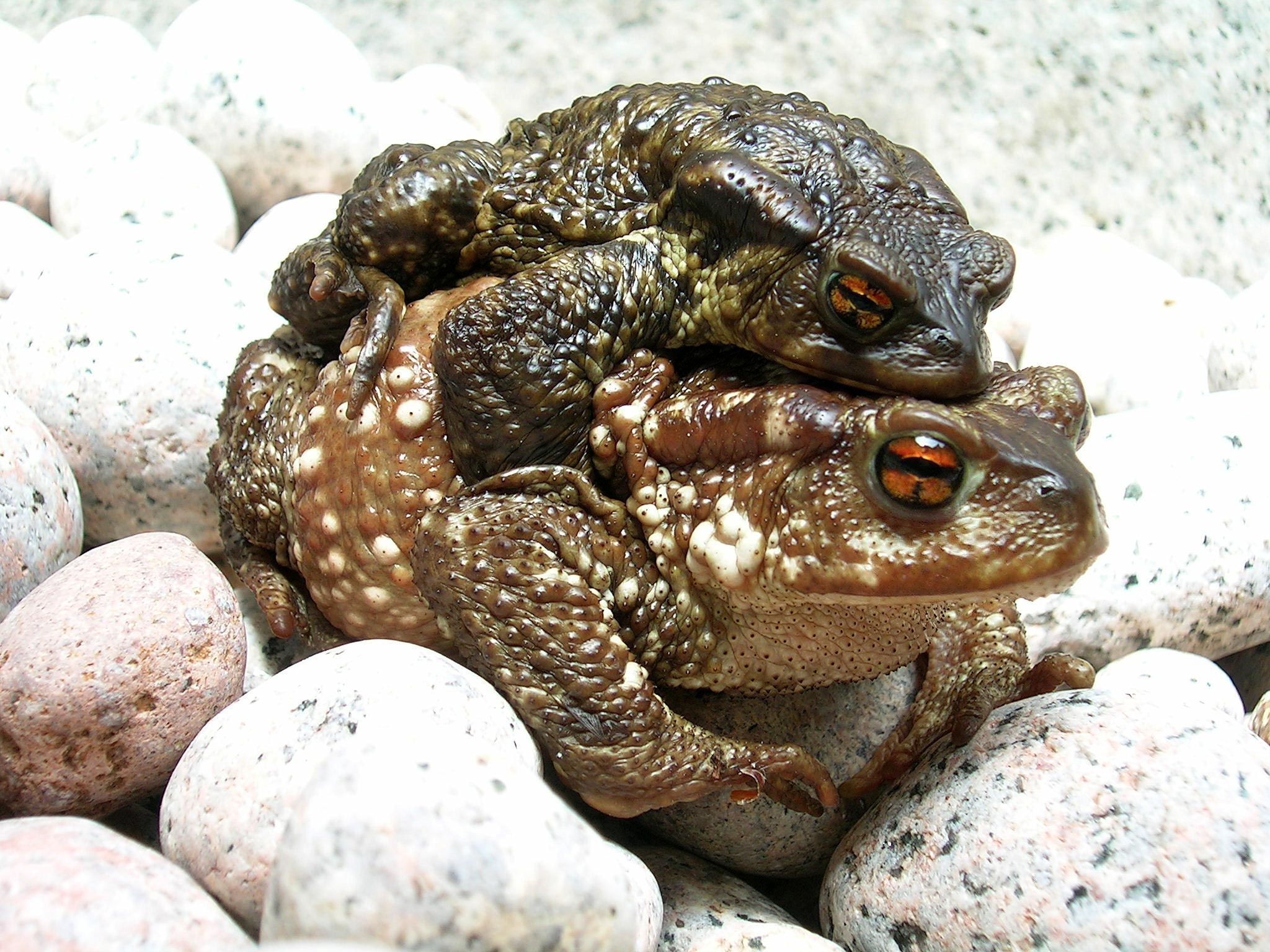
Erdkröte
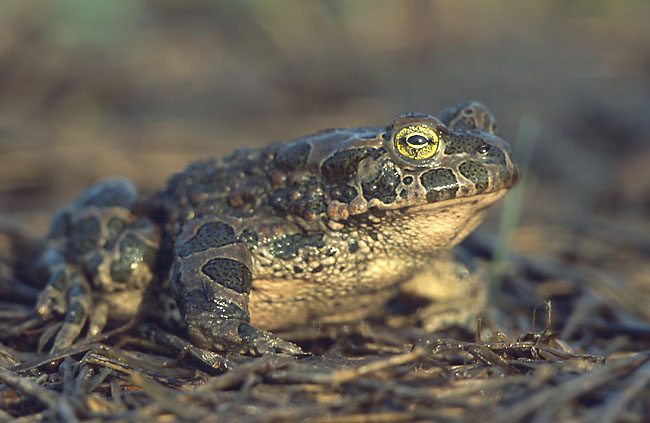
Wechselkröte
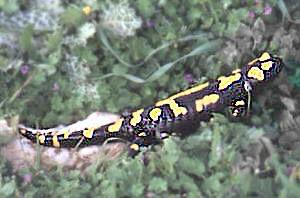
Kleinasiatischer Feuersalamander
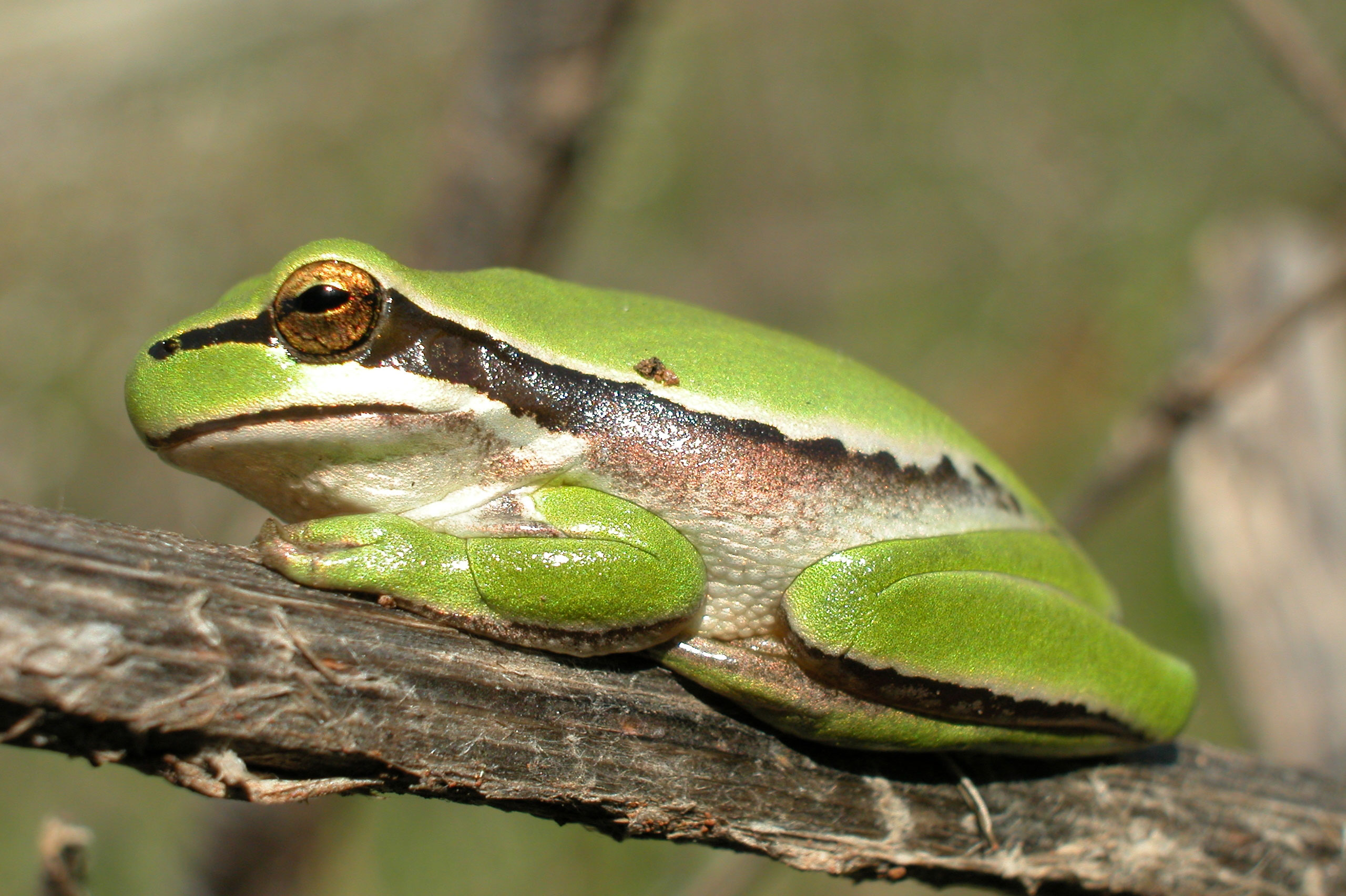
Laubfrosch

## Sehenswürdigkeiten
Zedern
Die Zedernwälder des Libanon haben Geschichte, denn sie gehören zu den ältesten dokumentierten Wälder der Welt. Die Zedern wurden schon in der Zeit der Sumerer im dritten Jahrtausend vor Christus beschrieben und im Gilgamesch-Epos spielen die Zedern eine tragende Rolle.
Historische Denkmale 

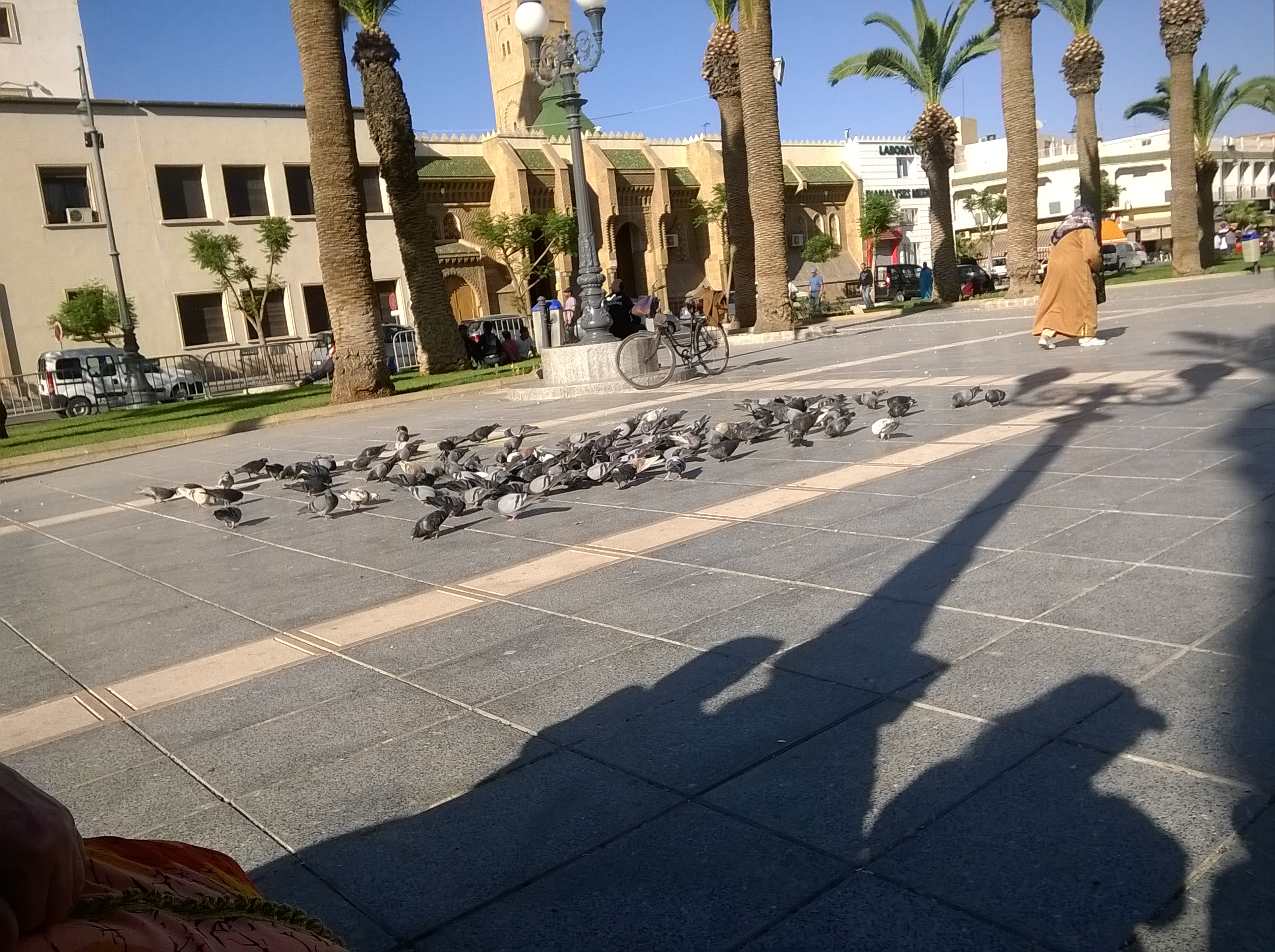
Die Höhlenfestung von Niha

Das verworrene System verschiedenster Kulturen, Religionen und weltpolitischer Ereignisse hat das kulturelle Erbe des Chouf bestimmt. Kulturell ist das Gebiet mindestens so reich wie in Bezug auf seine Naturschätze.
- Qalaat Niha: Die Höhlenfestung von Tyron Niha erzählt eine Geschichte vom Ende der Herrschaftszeit des Fachr ad-Dīn II. Die Festung ist wohl die einzige, die sowohl von den Arabern, den Kreuzfahrern und den Fürsten des Berges Libanon genutzt wurde.
- El Nabi Ayoub: Oberhalb von Niha wurde ein Reliquienschrein zu Ehren des Propheten Ijob errichtet.
- Qab Elias Castle: Früher war die mächtige drusische Festung ein Wachtposten, der die Straße zwischen Beirut und Damaskus überwachte. Von dort aus führten die Emire der Familie Shihab ihre Truppen an, wenn sie als Herrscher des südlichen Bekaa und Wadi al-Taym auftraten.
- Mazar El Sit Cha'wane (arabisch مزار: El Sit Cha'wane) ist eine berühmte Dame der drusischen Geschichte/Legende. Wie Hiob wurde sie als Vorbild für Tugend und Frömmigkeit verehrt. Auch sie hat einen eigenen Reliquienschrein.